# Bão Phanfone (2019)
Bão Phanfone, được biết đến ở Philippines với tên Ursula và Việt Nam gọi là Bão số 8. Là một cơn bão mạnh đã ảnh hưởng nặng nề đến Philippines mang theo gió bão và mưa xối xả vào đêm Giáng sinh và ngày Giáng sinh.

## Lịch sử khí tượng
Một vùng nhiễu động nhiệt đới đã hình thành ở ngoài khơi Philippines vào ngày 21/12. Sau khi trên biển được một thời gian thì nó mạnh lên thành áp thấp nhiệt đới và được gắn tên là Phanfone. Nó đã hút năng lượng và trở thành bão nhiệt đới. Sau khi đổ bộ vào Philippines và gặp điều kiện thuận lợi, nó mạnh lên thành bão cuồng phong cấp 2 với sức gió lên đến 150 km/h (90 mph). Áp suất thấp nhất là 970 hPa (mbar). Sau đó cơn bão di chuyển vào biển Đông và trở thành bão số 8 năm 2019. Bão đã suy yếu và tan trên biển Đông trong ngày 29/12

## Chuẩn bị và tác động

### Philippines
Vì lễ kỷ niệm Giáng sinh, 16.000 hành khách có kế hoạch nghỉ lễ ở các tỉnh cùng với gia đình, đã bị mắc kẹt tại các cảng biển vì sự an toàn của họ do mối đe dọa của cơn bão. Khi đổ bộ gần Salcedo ở Đông Samar vào khoảng 4:45 PM, đã có báo cáo rằng cơn bão đang gây ra lũ lụt và lở đất lớn trong khu vực. Bão cũng đổ bộ vào thành phố Tacloban ở Leyte lúc 7:30 PM, Cabucgayan, Biliran lúc 9:15 PM. Sáng sớm ngày hôm sau, bão đổ bộ thứ tư vào đảo Gigantes, ở Carles, Iloilo vào khoảng 2:30 sáng 25 tháng 12.
Bão dự kiến sẽ đổ bộ lần thứ năm vào vùng coron, Palawan vào thứ năm. Trước khi tiến vào Biển Đông.

### Việt Nam
Tối ngày 23 tháng 12, Trung tâm cảnh báo khí tượng thủy văn trung ương quốc gia (NCHMF) ra bản tin dự báo tin bão gần Biển Đông cho Bão Phanfone.